# William H. Gray

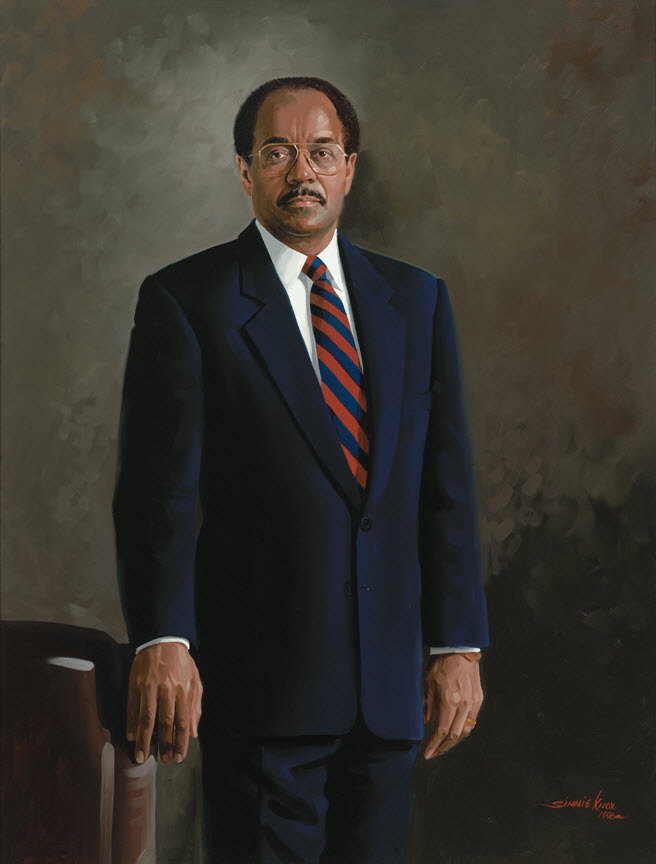
William H. Gray

William Herbert Gray III (* 20. August 1941 in Baton Rouge, Louisiana; † 1. Juli 2013 in London) war ein US-amerikanischer Politiker. Zwischen 1979 und 1991 vertrat er den Bundesstaat Pennsylvania im US-Repräsentantenhaus.

## Leben
Er wurde als Sohn des Wiliam Herbert Gray Jr. geboren. William Gray besuchte die öffentlichen Schulen seiner Heimat und danach bis 1959 die Simon Gratz High School in Philadelphia. Anschließend absolvierte er bis 1963 das Franklin & Marshall College in Lancaster. Bis 1970 studierte er an verschiedenen Bildungsanstalten Theologie; danach war er als Geistlicher tätig. Während seiner Studienzeit wurde er Mitglied der Alpha Phi Alpha Fraternity. Außerdem arbeitete er als Lehrer an verschiedenen Schulen in New Jersey. Politisch schloss er sich der Demokratischen Partei an.
Bei den Kongresswahlen des Jahres 1978 wurde Gray im zweiten Wahlbezirk von Pennsylvania in das US-Repräsentantenhaus in Washington, D.C. gewählt, wo er am 3. Januar 1979  die Nachfolge von Robert N. C. Nix antrat. Nach sechs Wiederwahlen konnte er bis zu seinem Rücktritt am 11. September 1991 im Kongress verbleiben. Von 1985 bis 1989 war er Vorsitzender des Haushaltsausschusses. Außerdem fungierte er vom 15. Juni 1989 bis zu seinem Rücktritt als Whip der demokratischen Mehrheitsfraktion; seine Nachfolge auf diesem Posten trat David E. Bonior an.
Nach dem Ende seiner Zeit im US-Repräsentantenhaus war William Gray zwischen 1991 und 2004 Präsident des United Negro College Fund. Im Jahr 1994 war er außenpolitischer Berater der Bundesregierung für Angelegenheiten, die Haiti betrafen. 
Danach war er als privater Geschäftsmann tätig. Er saß im Board of Directors verschiedener Firmen, darunter JPMorgan Chase, Dell, Prudential Financial und Pfizer. Bis 2007 arbeitete er auch noch für die Bright Hope Baptist Church. Zuletzt war er bei der Lobbyfirma Buchanan, Ingersoll & Rooney in Washington beschäftigt. Mit seiner Frau Andrea Dash wurde er Vater dreier Söhne.